# Кім Чен Нам
Кім Чен Нам (кор. 김정남, 10 травня 1971, Пхеньян — 13 лютого 2017, Куала-Лумпур) — старший син лідера КНДР Кім Чен Іра. Впав у немилість батька і був відсторонений від успадкування посади лідера Північної Кореї. Єдинокровний старший брат чинного глави КНДР Кім Чен Ина.

## Біографія

### Молодість
Кім Чен Нама народила Кім Чен Іру актриса Сон Хе Рім, стосунки свого спадкоємця з якою не схвалював Кім Ір Сен. Тому батько намагався не афішувати існування Кім Чен Нама, той не ходив до школи, здобуваючи домашню освіту. Жив він при цьому разом зі старшою сестрою своєї матері Сонг Хе Рім. Продовжив свою освіту в Швейцарії, де провів кілька років. Вважається[ким?], що після 1995 року Кім Чен Нам також кілька разів відвідав Японію в розважальних цілях.

### 1998—2001 роки
Протягом приблизно трьох років між 1998 і початком 2001 року Кім Чен Нам вважався ймовірним претендентом на «престол» КНДР, хоча ніколи не оголошувався таким офіційно. Він був призначений на ряд високих партійних постів, курирував у країні розвиток IT і в січні 2001 року супроводжував свого батька Кім Чен Іра під час візиту до Шанхаю, де зустрічався з китайськими офіційними особами.

### Скандал з висилкою з Японії
У 2001 році Кім Чен Нам спробував в'їхати в Японію за фальшивим домініканським паспортом, під китайським псевдонімом Пан Сюн, що перекладається як «жирний ведмідь», але був викритий на кордоні. Метою зірваної поїздки міг бути японський Діснейленд, з Кімом був його чотирирічний син, дружина і служниця. Кім Чен Нам провів в ізоляції кілька днів, а потім був депортований в Китай, що викликало невдоволення в Пхеньяні. Сам Чен Нам стверджує, що поїздки в Японію інкогніто були вельми популярні у еліти КНДР і що таку поїздку за фальшивим бразильським паспортом зробив одного разу сам Кім Чен Ин. Кім Чен Ір скасував через скандал черговий візит до КНР. З тих пір відносини Кім Чен Нама з батьком зіпсувались і незабаром він оселився за кордоном.

### Після 2001 року
Постійно проживав в Китаї, в основному, в Шанхаї, не буваючи в КНДР. Вважався обережним опозиціонером. За деякими повідомленнями, в 2009 році північнокорейське керівництво чи Кім Чен Ин з власної ініціативи планували його усунення, але відмовилися від цих планів під тиском офіційного Пекіна. Кім Чен Нам був достатньо відкритий для журналістів і не уникав їх. У 2004 році він за власною ініціативою затіяв багаторічне листування з японцем Йодзі Гомі і дав йому окреме велике інтерв'ю. В результаті японський журналіст видав книгу про Кім Чен Нама.

### Смерть
13 лютого 2017 року Кім Чен Нама вбили в столиці Малайзії в міжнародному аеропорту Куала-Лумпура. Поліція Малайзії підтвердила, що чоловік помер по дорозі в лікарню з аеропорту. За південнокорейськими даними замах на нього вчинили спецслужби Північної Кореї. Єдинокровний брат північнокорейського лідера Кім Чен Ина, за даними агентства АР, був отруєний високотоксичним газом VX нервово-паралітичної дії, залишки якого були виявлені на обличчі та очах Кім Чен Нама. У цій справі проходять 10 підозрюваних, чотирьох з них було затримано упродовж кількох днів після вбивства. Напад на Кім Чен Нама, ймовірно, здійснили дві жінки. Як повідомили у поліції Малайзії, у однієї із затриманих також спостерігалися ознаки дії газу VX.

## Родина
- Батько — Кім Чен Ір
- Мати — Сон Хе Рім
- Брати (по батькові, від іншої матері): Кім Чен Ин і Кім Чен Чхоль (нар. 1982). Кім Чен Нам стверджував, що ніколи не бачив свого єдинокровного брата Кім Чен Ина[15].

У 2010 році «Чосон Ільбо» написала, що Кім Чен Нам має двох дружин, коханок і дітей, з яких найбільш відомий старший син Кім Хан Соль 1995 року народження. Вони проживали у Макао, Шанхаї та Пекіні, старший син навчався в університеті в місті Мостар в Боснії і Герцеговині.